# Gmina Zgorzelec
Gmina Zgorzelec je polská vesnická gmina v okrese Zgorzelec v Dolnoslezském vojvodství. Sídlem gminy je město Zgorzelec. V roce 2020 zde žilo 8 551 obyvatel.
Gmina má rozlohu 137,2 km² a zabírá 16,3 % rozlohy okresu. Skládá se z 22 starostenství.

## Části gminy
Starostenství
Białogórze, Gozdanin, Gronów, Jerzmanki, Jędrzychowice, Kostrzyna, Koźlice, Koźmin, Kunów, Łagów, Łomnica, Niedów, Osiek Łużycki, Pokrzywnik, Przesieczany, Radomierzyce, Ręczyn, Sławnikowice, Spytków, Trójca, Tylice, Żarska Wieś